# Lechâtelet
Lechâtelet is een dorp in Frankrijk. Het ligt aan de Saône.

## Kaart
De onderstaande kaart toont de ligging van Lechâtelet met de belangrijkste infrastructuur en aangrenzende gemeenten.

## Demografie
Onderstaande figuur toont het verloop van het inwonertal, bron: INSEE-tellingen. 

## Websites
- (fr)  Statistische informatie op de website van INSEE

1. ↑  Populations de référence 2022.